# Devine qui vient tuer
Pour les articles homonymes, voir Devine.
Cet article possède un paronyme, voir Devine qui vient dîner.
Devine qui vient tuer (titre original : South by Southeast) est un roman britannique d'aventure pour enfants d'Anthony Horowitz. C'est le troisième roman de la série Les Frères Diamant, qui met en scène Tim, un détective privé catastrophique, et Nick, son petit frère, qui mène véritablement les enquêtes.

## Résumé
Une nouvelle enquête du détective privé Tim Diamant (toujours aussi mauvais) et de son petit frère Nick, le véritable enquêteur. Ils doivent retrouver Charon le tueur avant qu’il n’assassine un diplomate russe. Mais personne n’a jamais vu Charon ; cependant, le tueur a un signe particulier : il lui manque un doigt. Cette personne est introuvable. À la fin du livre nos 2 enquêteurs trouve le coupable.